# Camponotus boghossiani
Camponotus boghossiani  (лат.) — вид древесных муравьёв рода Camponotus из подсемейства формицины (Formicidae).

## Распространение
Западная Палеарктика: Греция, Турция.

## Описание
Древесные муравьи чёрного цвета. Среднего размера, рабочие длиной около 5 мм (солдаты до 1 см). Отличается следующими признаками: проподеальный дозум сзади без зубцов; тело плотно пунктированное, дорзальная поверхность мезосомы только со слабо намеченным метанотальным швом. 
Стебелёк между грудкой и брюшком состоит из одного членика (петиолюс), несущего вертикальную чешуйку.

## Систематика
Вид был впервые описан в 1911 году и включён в состав подрода Myrmentoma вместе с такими видами как Camponotus kiesenwetteri, Camponotus aktaci и Camponotus aegaeus.